# Maronitisk patriark av Antiokia
Den syrisk-maronitiske patriarken av Antiokia leder Syrisk-Maronitiska kyrkan, en katolsk östkyrka.

## Historia
Det gamla Antiokia-patriarkatet härrörde från kristendomens äldsta tid, och grundandet av lokalkyrkan i Antiokia nämns i Apostlagärningarna i Nya Testamentet. Från och med år 518 splittrades Antiokia-patriarkatet i två kyrkor, Antiokias kyrka och Syrisk-ortodoxa kyrkan. Det finns sedan dess flera kyrkoledare som gör anspråk på titeln.
De kristna i Libanon fortsatte efter år 518 att stå i gemenskap med Antiokias kyrka, men sex-sju år efter Tredje konciliet i Konstantinopel, år 687, avvisade de maronitiskt kristna i Libanon detta koncilium, och deras kyrkoledare gjorde anspråk på att vara den giltige patriarken av Antiokia. Han har behållit denna titel även sedan den Syrisk-maronitiska kyrkan accepterat Tredje konciliet i Konstantinopel och trätt i kyrkogemenskap med den Romersk-katolska kyrkan, vilket skedde år 1182.
Den maronitiska kyrkan har behållit det slags gammalsyriska gudstjänstliv som brukades även i Antiokias kyrka innan denna övergick till bysantinsk rit på 1200-talet.

## Nuvarande innehavare
Den nuvarande maronitiske patriarken av Antiokia är Nasrallah Pierre Sfeir, med säte i Bkerké, Libanon.